# Горобець (літак)
Горобець — український надлегкий спортивний літак побудований за схемою біплан.

## Історія
Літак суцільнометалевий, створено у 2001 на основі оригінальних креслень американського аналога біплана Pitts S-1S з внесенням конструктивних змін.

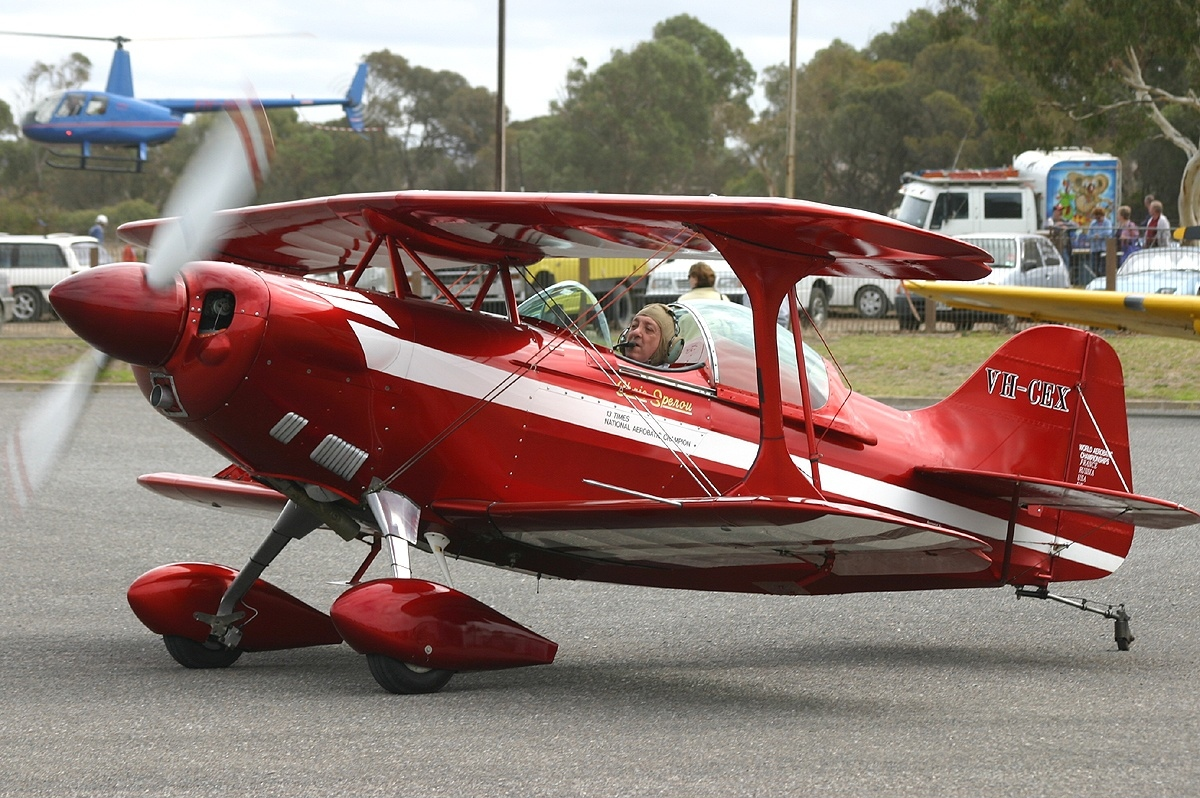
Pitts S-1S
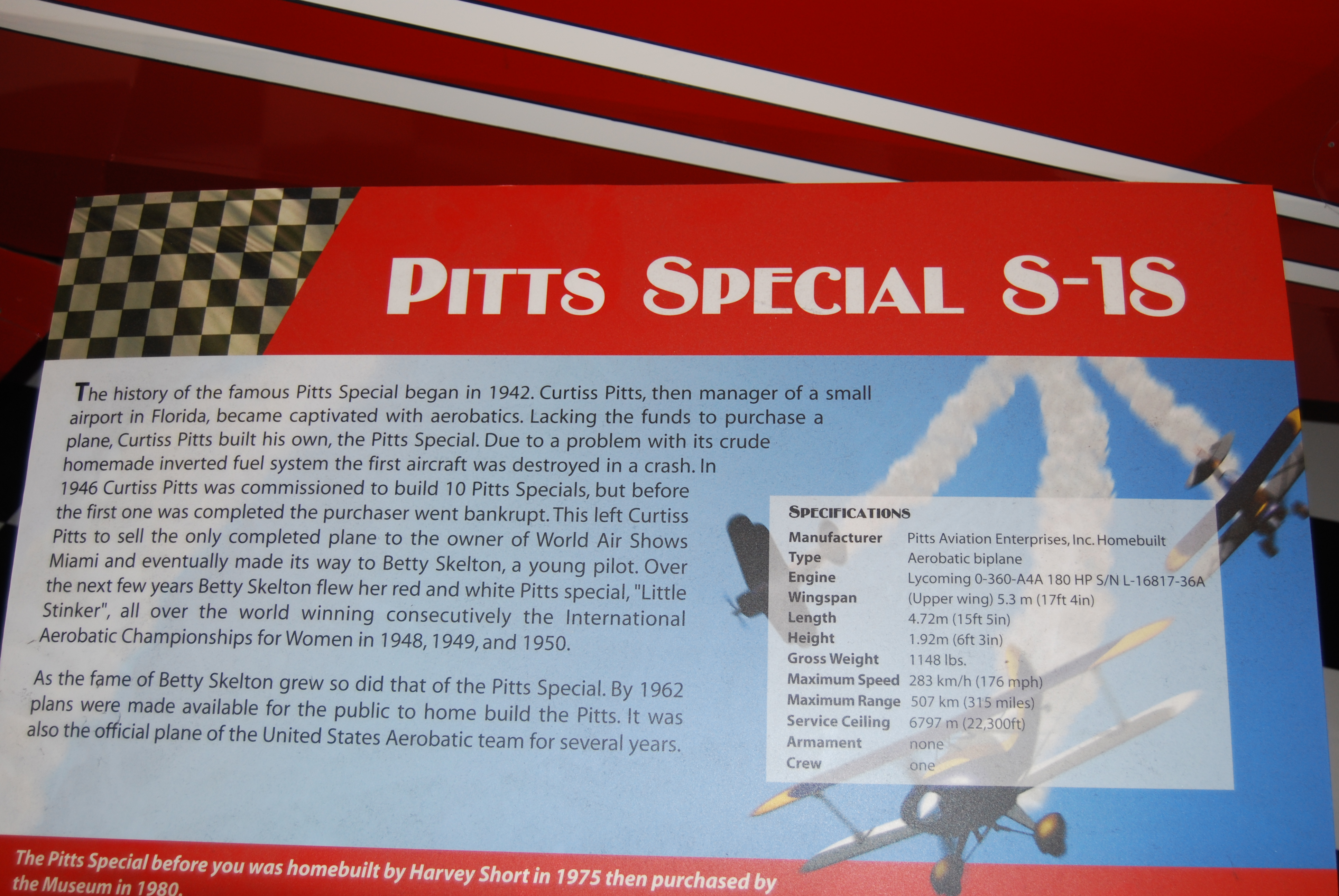
Опис Pitts S-1S в музеї

Перший політ «Горобець» здійснив на аеродромі «Березань».
У 2004, 2006 та 2014, літак був представлений на міжнародому авіакосмічному салоні «Авіасвіт-XXI».
Станом на 2014, було побудовано 4 літака з двигунами Walter Minor М332A, а у 2016 планувалося побудувати ще один із двигуном Walter Minor М337 і крилами зменшеного розмаху на 500 мм.
У 2018, конструктор літака, Андрій Васильович Гнашук став співробітником кафедри організації авіаційних перевезень Національного Авіаційного Університету. Того ж року літак був продемонстрований Полу Бейтсу (англ. Paul Bates), завідуючому кафедри авіації і логістики Університету Південного Квінсленда (Австралія), який відвідував НАУ.

## Конструкція
Фюзеляж має ферменну конструкцію зварену з труб із м'якої нержавіючої сталі (з метою запобігання руйнуванню конструкції за рахунок пластичної деформації), обшиту дюралюмінієвими листами.
Шасі фіксоване, з хвостовим рульовим колесом. Ресора шасі виконана з алюмінієвого сплаву Д16Т.

## Модифікації
- Горобець — одномісний спортивний біплан; профіль крила: TsAGI P-II.
- Blue canary (укр. Блакитна канарка) — двомісний навчально-тренувальний спортивний біплан; профіль крила: NACA 23012.

## Характеристики

### Горобець (2004)
Джерело Пілотажний одномісний біплан «Горобець» (Виставковий стенд). ПФ «Секрет-Сервіс», 2004.
Основні характеристики
- Екіпаж: 1
- Довжина: 5.12 м ( фт  дм)
- Розмах крила: 6.05 м ( фт  дм)
- Площа крила: 11.5 м² ( кв. фт)
- Злітна маса: 500 кг ( lb)

Льотні характеристики
- Максимальна швидкість: 300 км/год ( миль/год)
- Крейсерська швидкість: 140-160 км/год ( миль/год)
- Швидкість зниження: 1,2 м/с ( фт/хв)

Джерело «Горобець» (Реклама). Авиация и Время, вересень 2024. Спецвидання(73): 50.
Основні характеристики
- Екіпаж: 1
- Довжина: 5.12 м ( фт  дм)
- Розмах крила: 6.05 м ( фт  дм)
- Площа крила: 11.6 м² ( кв. фт)
- Злітна маса: 600 кг ( lb)

Льотні характеристики
- Максимальна швидкість: 250 км/год ( миль/год)
- Максимальна перевантаження: +/- 9G
- Швидкопідйомність: 10 м/с ( фт/хв)

### Горобець (2006)
Джерело Пілотажний одномісний біплан «Горобець» (Календар). ПФ «Секрет-Сервіс», 2006.
Основні характеристики
- Екіпаж: 1
- Довжина: 5.2 м ( фт  дм)
- Розмах крила: 6.3 м ( фт  дм)
- Злітна маса: 520 кг ( lb)

Льотні характеристики
- Максимальна швидкість: 260 км/год ( миль/год)
- Крейсерська швидкість: 140-160 км/год ( миль/год)
- Максимальна перевантаження: +/- 9G

## Екземпляри
- Горобець

1. Ліврея: червона з білими променями на крилах (s/n 1, r/n ЛА-0763), перший екземпляр[2][17], демонструвався на «Авіасвіт-XXI» у 2004. Після продажу оздоблений білим написом "TWIN" і лого "АОПА України"[18] (r/n невідомо), демонструвався на «Авіасвіт-XXI» у 2006. Експлуатувався аероклубом «Авіаколо» на аеродромі «П'ядики»[19].
2. Ліврея: червона з білими променями на крилах (r/n невідомо). Експлуатувався на аеродромі «Табаско» в Євпаторії[20][21]. Пізніше на фюзеляж було нанесено білі смуги та ромби. Станом на 2021, експлуатувався в РФ (r/n RA-2751G[22][23][24][25][26][27]).
3. Ліврея: невідомо (r/n невідомо). Був проданий та експлуатувався аероклубом «Пілот»[уточнити] (Біла Церква).
4. Ліврея: червона з білими смугами на фюзеляжі та білими променями на крилах (r/n невідомо), демонструвався на «Авіасвіт-XXI» у 2014. Експлуатувався на аеродромі «Березань».

- Blue canary

1. Ліврея: блакитна з жовтими променями на крилах і хвості (станом на 2020, незавершений).

## Дивіться також
- Pitts S-1[en]
- Acro Sport I[en]
- Christen Eagle II
- RagWing RW2 Special I[en]

#### Відео
- Гнашук, Андрій (15 жовтня 2011). "Горобець" пілотажний біплан Гнашука Андрія, 5 океан на YouTube. «Перший в Україні пілотажний біплан "Горобець", виготовлений в м. Києві на приватному підприємстві "Секрет-Сервіс", під керівництвом Гнашука Андрія Васильовича»